# Някарам

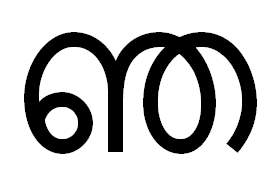
Някарам

Някарам (малаял. ഞകാരം) — 23-я буква алфавита малаялам, ообозначающая палатальный носовой согласный (ньа, ña, [ɲ]). Акшара-санкхья — 0 (ноль). Отличительной особенностью языков малаялам и тамильского является сравнительно большое количество слов, начинающихся с палатального носового согласного. В таких индийских языках, как хинди, бенгальский, каннада, телугу, сингальский, подобных слов нет.
Лигатуры:
- при написании двойной н первая буква поглощает вторую: ñña ഞ് (ñ) + ഞ (ña) = ഞ്ഞ[4]
- при объединении с другими палатальными согласными буквы сливаются, например: ഞ് (ñ) + ജ (ja) = ഞ്ജ (ñja)[5]